# Bernat de Bearn
Mn. Bernat de Bearn (en francès Bernard de Béarn, m. 1381) va ser un cavaller i noble bearnès, I comte de Medinaceli, a més de senyor de Luzón y Somaén.
Va ser fill de Gastó III de Foix, senyor dels territoris de Foix i Bearn. Segons les cròniques de l'època, era un home gallard de gentilesa corporal. Va ser cavaller d'Enric II de Castella, havia donat suport a la causa del rei, quan encara era només pretendent, en la recuperació i successió del regne contra el germanastre d'Enric, el rei Pere I, durant la guerra civil castellana en favor del bàndol dels Trastàmara. Enric havia creuat els Pirineus i va fer la seva entrada per la vall d'Aran, acompanyat per diversos cavallers, entre ells Bernardo, i amb la victòria del Trastàmara, va esdevenir un dels primers en ser premiat amb el vescomtat de Medinaceli, que ben aviat es va convertir en comte de Medinaceli el 1368, que suposava el territori fins aleshores constituït com a territori reial, que tenia com a cap la vila de Medinaceli.
El rei també el va casar amb la donzella Isabel de la Cerda, filla del comte de Claramonte, i neta d'Alfonso de la Cerda, que així mateix era net d'Alfons X el Savi. La parella va casar-se a Sevilla el 14 de setembre de 1370. Des del seu matrimoni, la seva casa seria coneguda amb el nom de la vila soriana, i seria la branca materna la preponderant i quedaria reflectida en el seu nom i escut, que va deixar de banda les armes dels Foix i es va centrar en el llinatge de la Cerda. A més Isabel, a banda d'oferir el seu origen regi, va aportar un important patrimoni, com era la senyoria d'El Puerto de Santa María i altres estats. Amb ella va tenir al seu únic fill i hereu, Gastón de la Cerda.
A la seva mort, el 1381, va ser enterrat al monestir de Santa María la Real de Huerta (Sòria), així com la seva esposa el 1385.